# مجتمع کارکنان کارخانه سیمان (ارومیه)
مجتمع کارکنان کارخانه سیمان (به انگلیسی: Cement Cooperative, Urmia) یک شهرک شرکتی است که در دهستان دول، بخش مرکزی شهرستان ارومیه واقع در استان آذربایجان غربی کشور ایران است. در سرشماری سال ۲۰۰۶، جمعیت آن در ۵ خانواده ۲۰ نفر بود.